# Bedwas
Bedwas est une ville située à trois kilomètres au nord-est de Caerphilly, dans le borough de Caerphilly dans le sud du pays de Galles, et les limites historiques du Monmouthshire.
Bedwas est limitrophe de Trethomas, Graig-y-Rhacca et Machen. Elle forme une circonscription administrative, avec son propre organe délibératif, en commun avec ces localités.

## Histoire

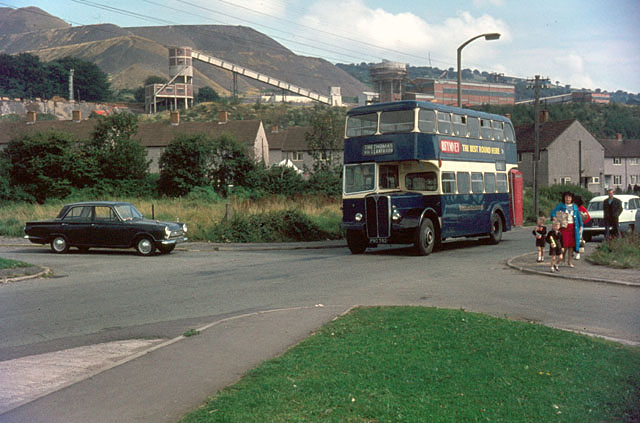
Houillères de Bedwas et bus (1966).

Historiquement une communauté agricole, Bedwas s'appelait à l'origine Lower Bedwas. 
Maesycwmmer, un petit village non loin de Bedwas, s'appelait Upper Bedwas. Les deux villages se sont beaucoup transformés au XIXe siècle. Bedwas doit une grande partie de son développement à l'exploitation des houillères du sud du Pays de Galles.
D'après le recensement de 1811, Lower Bedwas se composait de 47 maisons occupées et de 65 familles. Cinquante-neuf de ces familles étaient employées dans l'agriculture et six dans le commerce, la fabrication et l'artisanat. Lower Bedwas comptait 254 résidents  en 1811, 130 hommes et 124 femmes.
En 1911, la population était passée à 3 231 habitants. 
À la fin du XIXe siècle, la localité exploitait quatre mines de charbon. Une cinquième, de grande taille, était en cours d'aménagement, Bedwas Navigation Colliery, elle a été achevée en 1913. 
La mine a subi une explosion en 1912.

## Guto Nyth Brân
Bedwas est le village où  « l'homme le plus rapide du pays de Galles », le coureur Guto Nyth Brân, meurt en 1737. Après avoir remporté une course de 12 milles entre Bedwas et Newport pour 1000 guinées, il est victime d'un arrêt cardiaque dans les bras de sa femme. Une plaque commémorative se trouve sur le mur de l'église en haut du village.

## Époque contemporaine
La mine de charbon Bedwas Navigation, comme d'autres mines, a fermé ses portes lors de la Grève des mineurs de 1984–85 et n'a pas rouvert. L'industrie légère a remplacé l'exploitation minière comme principal employeur local. Bedwas House Industrial Estate abrite la maison de la marque nationale Peter's Pies, un dépôt local pour Stagecoach Bus, DAS Motor Claims Center, et un ancien entrepôt pour General Electric.

## Transports

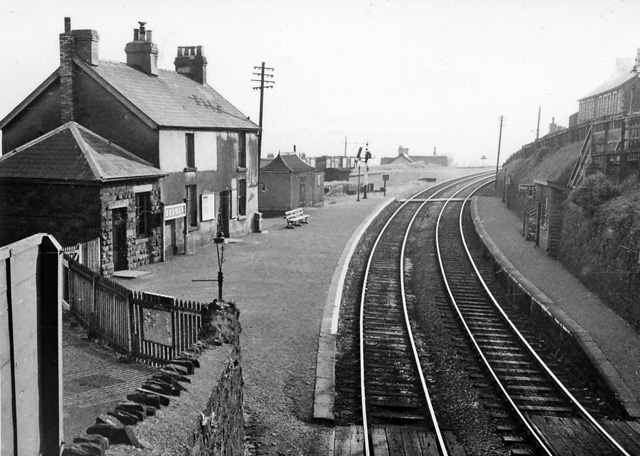
L'ancienne gare de Bedwas en 1962.

Le transport des passagers et du charbon était assuré par une gare locale située sur le Brecon and Merthyr Tydfil Junction Railway. La ligne n'a jamais été rentable même après son regroupement avec la compagnie Great Western Railway. Les services de passagers ont été fermés par British Railways en décembre 1962 avant la Beeching Axe. En 1980, une seule section de 16 km a survécu, permettant le trafic de charbon vers la mine de Bedwas Navigation. Après sa disparition, la section entre Bedwas et Machen a été fermée en 1985.

## Sports

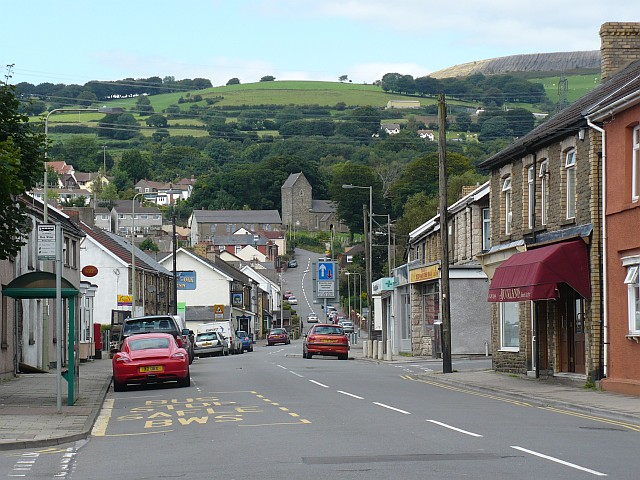
Church Street à Bedwas.

Le Bridge Field abrite le Bedwas RFC, actuellement dans le championnat gallois et a un côté actif  à Bedwas High School. 
Une équipe de football jeunes et junior BTM FC évolue dans la région depuis 1969. Le club accueille des équipes filles et garçons Mini et Junior et joue actuellement en Ligue TERV (Taff Ely & Rhymney Valley). Les anciens joueurs de BTM comprennent l'ancien capitaine de Cardiff City et le Wales International,  Jason Perry, l'ancien joueur de Nottingham Forest, Christian Edwards et David Pipe du Newport County.
Le club est également un élément important de l'Association communautaire de Bedwas et Trethomas qui, après plus de 10 ans de démarches, a réussi à faire construire une salle sur le site des clubs à Bryn Field.

## Église paroissiale

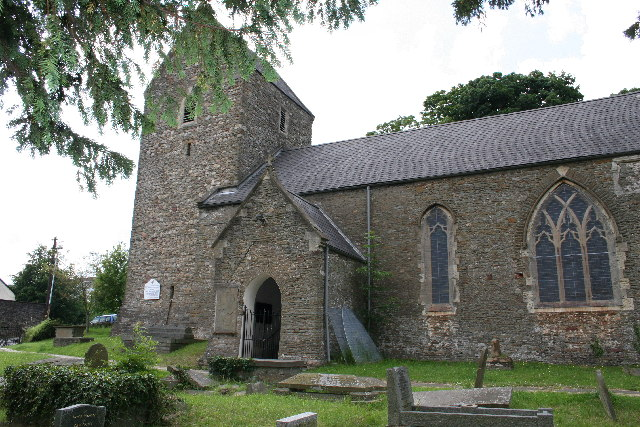
L'église St. Barrwg.

L 'église paroissiale est dédiée à St. Barrwg, un disciple de Saint-Cadoc, créateur d'un ermitage sur ce qui est maintenant l'île Barry (Barrwg). L'église relève de l'Église du Pays de Galles. Elle date au moins du XIIe siècle et apparait dans les archives historiques en 1102.

## Recherche médicale
Les hommes de Bedwas ont participé à l'une des études épidémiologiques les plus anciennes au monde - la Caerphilly Heart Disease Study. À partir de 1979, un échantillon représentatif d'hommes adultes nés entre 1918 et 1938, vivant à Caerphilly et dans les villages environnants de  Abertridwr, Bedwas, Machen, Senghenydd et Trethomas  se sont prêtés à l'étude. Un large éventail de données sur la santé et le mode de vie a été collecté et a servi de base à plus de 400 publications dans la presse médicale. Un rapport notable mettait en évidence les réductions des maladies vasculaires, du diabète, des troubles cognitifs et de la démence attribuables à un mode de vie sain.

## Culture populaire
George Borrow passe par Bedwas en novembre 1854. Il mentionne la ville dans son dernier livre de voyages Wild Wales sous le nom de « Pentref Bettws », ce qui, selon lui, signifie le « village de la perle ».

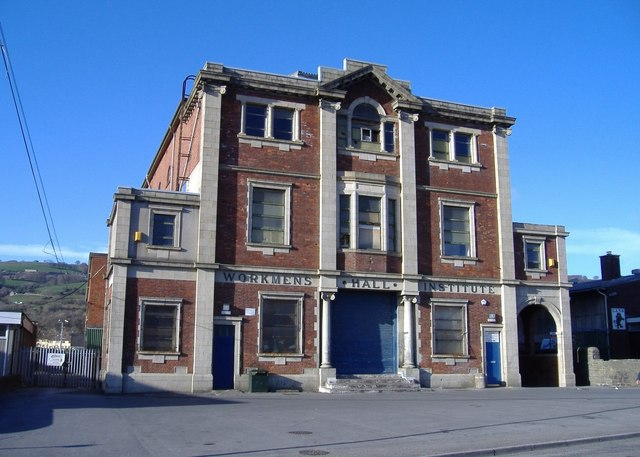
L'institut des travailleurs.
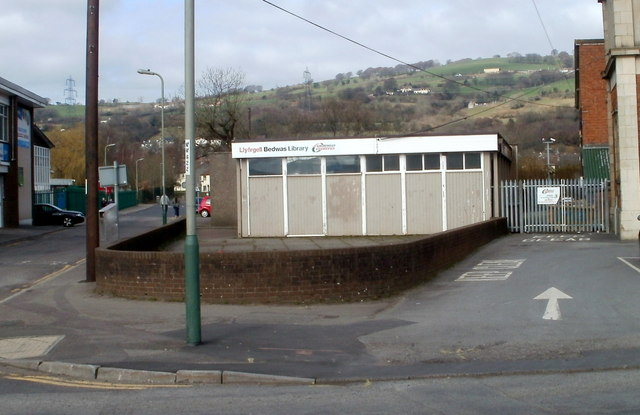
La bibliothèque.
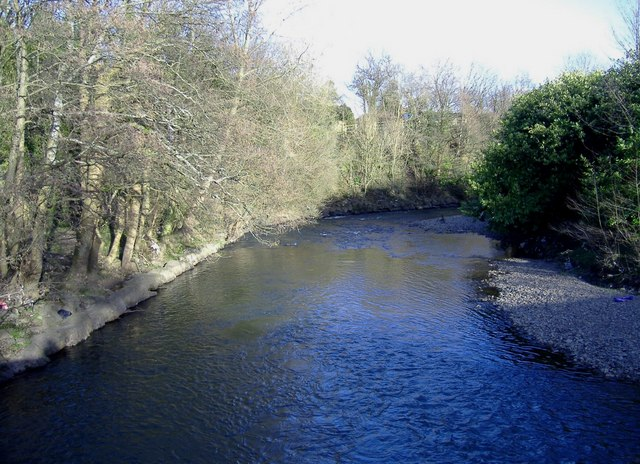
La Rhymney à Bedwas.
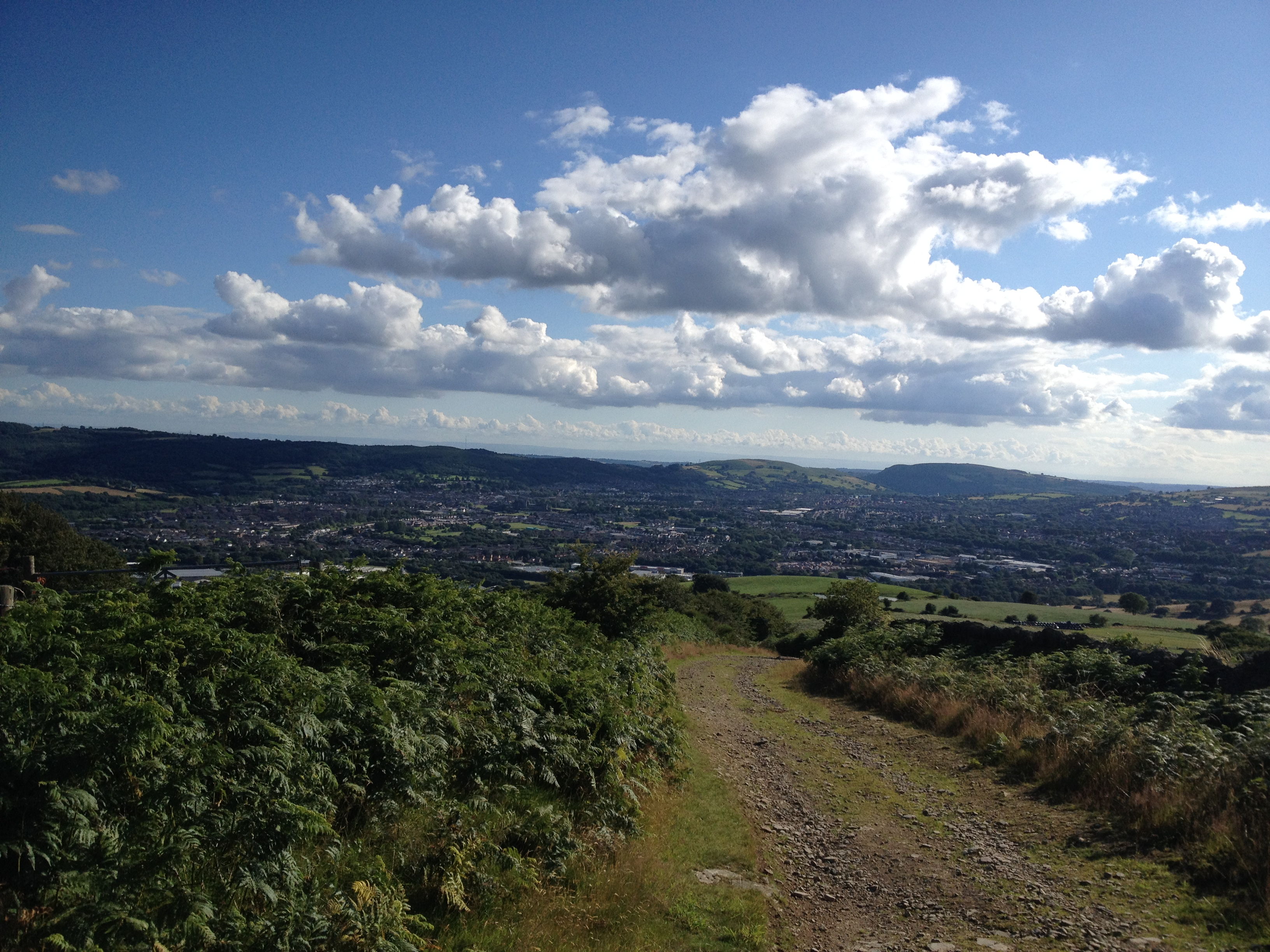
Randonnée celtique.
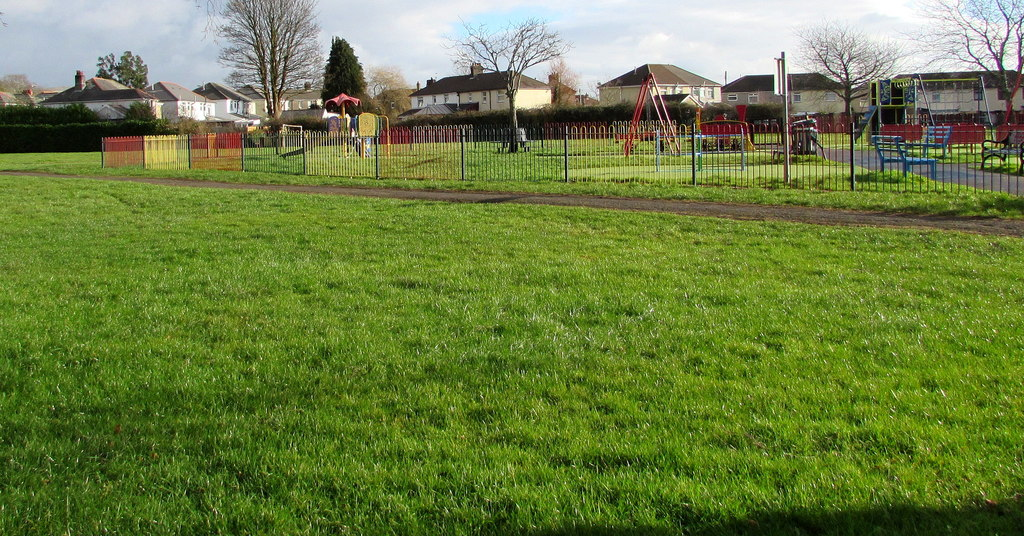
Aire de jeux pour enfants.